# LAMOST

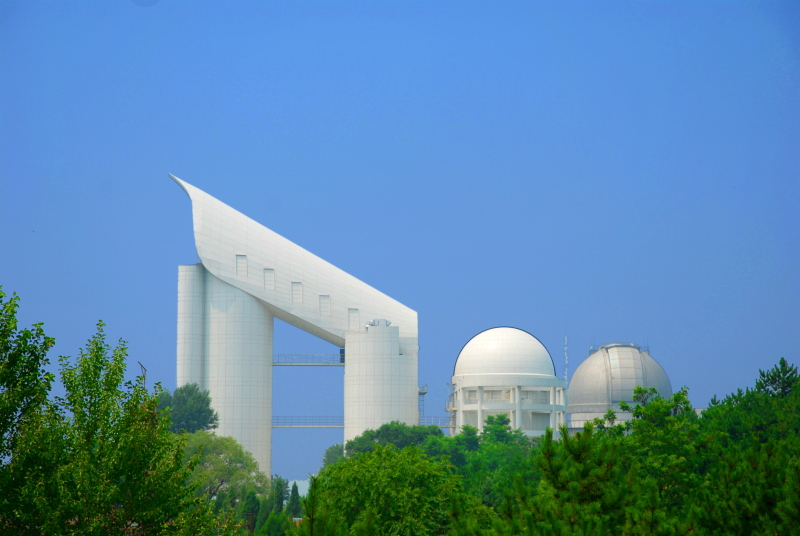
LAMOST

Das Large Sky Area Multi-Object Fibre Spectroscopic Telescope (LAMOST, übersetzt etwa Weitwinkel-Mehrobjekt-Lichtwellenleiter-Spektroskopieteleskop) des Observatoriums Xinglong Station ist das größte chinesische optische Teleskop. Seine Kosten beliefen sich auf 30 Millionen US-Dollar. Es wurde im Juni 2007 in Betrieb genommen.
Dieses neuartige, für Spektroskopie optimierte Spiegelteleskop hat einen effektiven Hauptspiegeldurchmesser von etwa 4 m. Es besitzt die Möglichkeit, bis zu 4000 Objekte in seinem Sichtfeld von 5° gleichzeitig spektroskopisch zu vermessen, indem deren Licht über Lichtwellenleiter von der Bildebene zu einem Spektrometer geführt wird.
Seine Optik ist an die eines Schmidt-Teleskops angelehnt, wobei der Korrektor als nahezu planer Spiegel ausgeführt ist. Dieser allein ist schwenkbar und kann so auf die gewünschte Himmelsregion ausgerichtet werden, während die restliche Optik fixiert ist (Heliostaten-Prinzip). Der Schmidt-Korrektor besteht aus 24 sechseckigen Spiegelsegmenten mit einem Durchmesser von je 110 cm und ist mit einer aktiven Optik ausgestattet. Der sphärische Hauptspiegel ist ebenfalls aus 37 gleich großen hexagonalen Segmenten aufgebaut.